# Bukovce
Bukovce este o comună slovacă, aflată în districtul Stropkov din regiunea Prešov. Localitatea se află la altitudinea de 235 m deasupra n.m., se întinde pe o suprafață de 11,06 km2 și în 2017 număra 536 de locuitori.

## Istoric
Localitatea Bukovce este atestată documentar din 1379.

## Demografie
| An:                | 1994 | 2004    | 2014   | 2024   |
| ------------------ | ---- | ------- | ------ | ------ |
| Număr de persoane: | 489  | 562     | 535    | 554    |
| Diferență:         |      | +14,92% | −4,80% | +3,55% |

| An:                | 2023 | 2024   |
| ------------------ | ---- | ------ |
| Număr de persoane: | 550  | 554    |
| Diferență:         |      | +0,72% |